# Prawda (1941–1944)
Prawda (ros. Правда) – kolaboracyjna gazeta podczas II wojny światowej
Gazeta „Prawda” była fałszywą kopią sowieckiej „Prawdy”, stanowiącej organ prasowy Komitetu Centralnego Rosyjskiej Partii Komunistycznej (bolszewików). Pod tytułem występowała dewiza: Proletariusze wszystkich krajów, łączcie się przeciwko Żydom i komisarzom. Pierwszy numer ukazał się w okupowanej Rydze 21 sierpnia 1941 r., ale bez szczegółowej daty na łamach gazety. Gazeta wychodziła co tydzień w soboty. Redakcja gazety po pewnym czasie została przeniesiona do Tallinna. Funkcję redaktora naczelnego pełnił Władimir W. Kłopotowski. W redakcji pracowali m.in. przedwojenni dziennikarze Aleksandr M. Pierfiliew i Wasilij W. Gadalin. Na łamach gazety publikowano przede wszystkim artykuły i felietony o charakterze propagandowym w taki sposób, aby jak najbardziej upodobnić się do prawdziwej „Prawdy”. Ostatni numer gazety ukazał się w poł. 1944 r.